# Русалонька (мультсеріал)
«Русалонька» (англ. The Little Mermaid) — телевізійний мультсеріал, створений компанією Волта Діснея і є приквелом повнометражного однойменного мультфільму.

## Сюжет
Серіал є приквелом до випущеного раніше повнометражного однойменного мультфільму. Події мультсеріалу передують подіям мультфільму, хоча велика частина персонажів серіалу в мультфільмі не фігурує. В деяких серіях (1 сезон 10 серія, 3 сезон 1 серія) з'являється Принц Ерік, але Аріель або в цей момент не баче його, або дивиться здалека і тому не особливо зацікавлюється ним. Деякі події мультсеріалу йдуть врозріз з випущеним в 2008 році повнометражним приквелом «Русалонька: Початок історії Аріель».
Аріель протягом серіалу ніколи не з'являється людям за винятком епізоду «Сталева риба», де вона допомагає вибратися на поверхню води людині на ім'я Ганс Крістіан Андерсен.

## Персонажі

### Позитивні
- Аріель — русалка, принцеса Атлантики. Любить збирати людські речі, котрі потрапили на дно океану.
- Себастьян — манірний придворний краб, наставник Аріель.
- Флаундер — риба, вірний друг Аріель; іноді вступає в конфлікт з Себастьяном.
- Тритон — батько Аріель, король Атлантики. Тритон є мудрим та добрим правителем, але іноді буває жорстокий в спілкуванні з Аріель. Ненавидить людей (цим він чудово нагадує Буркуна Гаммі, хоча він недолюблює людей нітрохи не менше).
- Урчин — русалок-підліток, сирота, колись промишляв дрібним злодійством. Закоханий в Аріель.
- Перл — русалка, подруга сестер Аріель.
- Скаттл — життєрадісна чайка з деякими знаннями про людей.

### Негативні
- Злий Скат — жорстокий монстр. Терпіти не може, коли комусь весело, тому всіляко намагається зіпсувати життя мешканцям Атлантики. Має сина, не такого злого, як сам Скат.
- Урсула — відьма, в далекому минулому вигнана з палацу, що вперше з'явилася ще в повнометражному мультфільмі.
- Флотсам і Джетсам — близнюки-вугри, поплічники Урсули, що забезпечують їй зображення в кришталевій кулі за допомогою злиття власного зору. Коли вони лякаються, вони переплутуються і часом без допомоги не вибираються.
- Омар-Кошмар — жадібний омар, який намагається займатися вимаганням, «його розшукує ОМОН семи морів».
- Акуліти — антропоморфні акули, під виглядом дипломатичного зближення з Атлантикою перевертають свої брудні справи.
- Великий Луі — великий краб-бандит, бос Омара-Кошмара та Креветки.

## Епізоди

### Сезон 1 (1992)
| Номер серії                        | Назва                                                        | Порядковий номер серії в сезоні |
| A Whale Of A Tale — Казка про кита | 1                                                            |                                 |
| s1e02 (02)                         | The Great Sebastian — Себастьян великий (Великий Себастіан)  | 2                               |
| s1e03 (03)                         | Stormy — Буян (Ураган)                                       | 3                               |
| s1e04 (04)                         | Urchin — Урчин (Знайда)                                      | 4                               |
| s1e05 (05)                         | Double Bubble — Поповзом від мафії (Подвійні бульбашки)      | 5                               |
| s1e06 (06)                         | Message In A Bottle — Саймон (Послання в пляшці)             | 6                               |
| s1e07 (07)                         | Charmed — Зачарована                                         | 7                               |
| s1e08 (08)                         | Marriage Of Незручності — Марна обережність (Незручний шлюб) | 8                               |
| s1e09 (09)                         | The Evil Manta (In Harmony) — Злий скат (гармонії)           | 9                               |
| s1e10 (10)                         | Thingamajigger — Штуковина                                   | 10                              |
| s1e11 (11)                         | Red — Рижик                                                  | 11                              |
| s1e12 (12)                         | Beached — Одні вдома                                         | 12                              |
| s1e13 (13)                         | Trident True — Королівський тризуб (Істинний тризуб)         | 13                              |
| s1e14 (14)                         | Eel-Lectric City — Місто електричних вугрів (Електромісто)   | 14                              |

### Сезон 2 (1993)
| Номер серії | Назва                                                               | Порядковий номер серії в сезоні |
| s2e01 (15)  | Resigned To It — Себастьян йде у відставку                          | 1                               |
| s2e02 (16)  | Calliope Dreams — Незвичайний концерт                               | 2                               |
| s2e03 (17)  | Save The Whale — Суєта через кита (Вперше на арені)                 | 3                               |
| s2e04 (18)  | Against The Tide — Проти течії                                      | 4                               |
| s2e05 (19)  | Giggles — Сміх і сльози                                             | 5                               |
| s2e06 (20)  | Wish Upon A Starfish — Загадай бажання морської зірки (Зоряний час) | 6                               |
| s2e07 (21)  | The Tale Of Two Crabs — Сага про двох крабах (Краб року)            | 7                               |
| s2e08 (22)  | Metal Fish — Сталева риба                                           | 8                               |
| s2e09 (23)  | T ank You For Dat, Ariel — От спасибі, Аріель!                      | 9                               |

### Сезон 3 (1994)
| Номер серії | Назва                                              | Порядковий номер серії в сезоні |
| s3e01 (24)  | Scuttle — Скаттл                                   | 1                               |
| s3e02 (25)  | King Crab — Членистоногий король                   | 2                               |
| s3e03 (26)  | Island Of Fear — Експеримент (Великий експеримент) | 3                               |
| s3e04 (27)  | Land Of The Dinosaurs — Острів юрського періоду    | 4                               |
| s3e05 (28)  | Heroes — Герої                                     | 5                               |
| s3e06 (29)  | The Beast Within — Пробачимо один одному           | 6                               |
| s3e07 (30)  | Ariel's Treasures — Скарби Аріель                  | 7                               |
| s3e08 (31)  | A Little Evil — Маленька злюка                     | 8                               |